# Перетерский, Иван Сергеевич
Ива́н Серге́евич Перете́рский (1889—1956) — советский юрист и дипломат, историк права. Доктор юридических наук (1939), профессор (1923). Заслуженный деятель науки РСФСР. Исследователь и переводчик Дигест Юстиниана. Один из авторов советской доктрины международного частного права.

## Биография
Родился 15 (27) апреля 1889 года в Санкт-Петербурге в дворянской семье Сергея Николаевича Перетерского (? — 04.04.1907).
В 1911 году окончил юридический факультет Императорского Санкт-Петербургского университета и был оставлен для подготовки к профессорскому званию по кафедре гражданского права.
В 1918 году — научный сотрудник Социалистической академии. С 1922 года — главный инспектор гражданского воздушного флота РСФСР.
В 1924—1955 годах преподавал в Московском юридическом институте и на юридическом факультете МГУ.
В 1943—1947 годах — эксперт-консультант, затем заместитель начальника Договорно-правового управления МИД СССР. В 1947—1955 годах — советник МИД СССР.
Основные труды по истории права и римскому праву, советскому и иностранному гражданскому праву, воздушному праву, международному публичному и частному праву и др.
Умер 20 мая 1956 года. Похоронен в Москве на Введенском кладбище (уч. 3).

## Награды
- заслуженный деятель науки РСФСР (01.02.1943)
- орден Ленина
- два ордена Трудового Красного Знамени (в т. ч. 22.01.1946)[2]
- медали

## Основные работы
- Воздушное право. — М., 1922.
- Право воздушной войны. — М., 1925.
- Очерки международного частного права РСФСР. — М., 1925.
- Очерки судоустройства и гражданского процесса иностранных государств. Международный гражданский процесс. — М., 1938.
- О правовом положении рабов в Древнем Риме. — М., 1938.
- Французский Гражданский Кодекс 1804 года / Пер. с франц. И. С. Перетерский. — М.: Юридическое издательство НКЮ СССР, 1941. — 472 с. — 3000 экз.
- История римского государства и права. — М., 1945.
- Римское частное право / Сост.: И. С. Перетерский, В. А. Краснокутский, Е. А. Флейшиц, И. С. Розенталь, И. Б. Новицкий; Под общ. ред. И. Б. Новицкого и И. С. Перетерского. — М., 1948.
- Дигесты Юстиниана: Очерки по истории составления и общая характеристика / И. С. Перетерский. — М.: Госюриздат, 1956. — 132 с. — 3000 экз.
- Толкование международных договоров. — М., 1959;
- Международное частное право, 2-е изд. — М., 1959 (совм. с С. Б. Крыловым).
- Дигесты Юстиниана / Пер. с лат. И. С. Перетерский; Ред. Е. А. Скрипилев. — М.: Наука, 1984. — 456 с. — 6000 экз.